# Richard Hayman

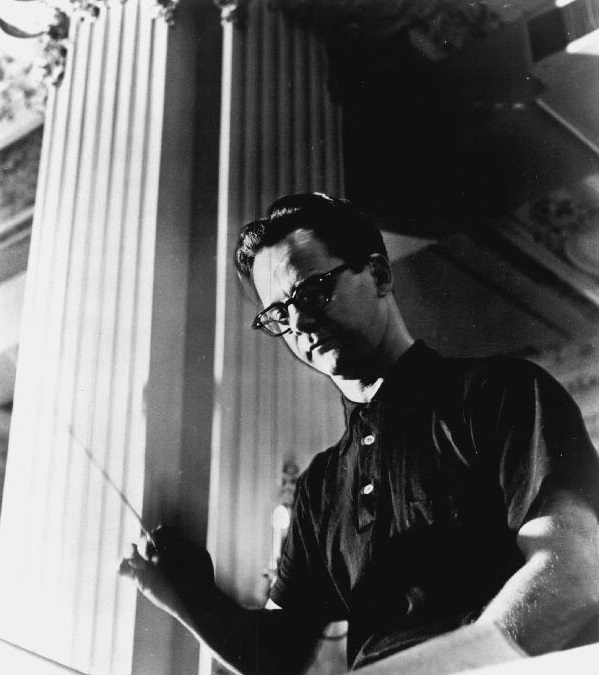
Richard Hayman, 1966

Richard Warren Joseph Hayman (* 27. März 1920 in Cambridge/Massachusetts; † 5. Februar 2014 in New York City) war ein US-amerikanischer Mundharmonikaspieler, Arrangeur, Dirigent und Komponist.

## Leben
Hayman begann seine musikalische Laufbahn 1938 bei Borrah Minevitchs Harmonica Rascals. Er wurde als Mundharmonikaspieler engagiert, schrieb aber bald alle Arrangements für das Ensemble. Mit Leo Diamond verließ er die Rascals und schloss sich dessen Solidaires an. Anfang der 1940er Jahre wurde Georgie Stoll, der musikalische Leiter der Studios von Metro-Goldwyn-Mayer auf ihn aufmerksam und beauftragte ihn mit der Orchestrierung der Musik zu mehreren Filmen, darunter Girl Crazy (1943), As Thousands Cheer (1943) und Meet Me in St. Louis (1944). Auftritte als Schauspieler hatte er u. a. in Coney Island und Sweet Rosie O’Grady bei Twentieth Century Fox und Always in My Heart (1942) bei Warner Brothers. Er nutzte die Zeit in Hollywood auch, um bei den damaligen Größen der Filmmusik zu lernen, bei  Alfred Newman von Twentieth Century Fox, Victor Young von Paramount Pictures, Georgie Stoll und Herbert Stothart von MGM sowie Max Steiner und Erich Wolfgang Korngold von Warner Brothers.
Von 1945 bis 1950 arbeitete Hayman als musikalischer Leiter der Hörfunk- und Fernsehshows und der Plattenaufnahmen des Orchesters von Vaughn Monroe. 1950 erhielt er einen Vertrag bei Mercury Records als musikalischer Leiter der Aufnahmen ihrer Musiker und Repertoirechef in New York, der bis 1965 lief. Mit dem Album Havana In Hi-Fi produzierte er hier die erste Stereo-LP mit Popmusik des Labels. Großen Erfolg hatte er mit einer Komposition über ein Thema aus dem Film Ruby Gentry (1953) für Orchester mit der Mundharmonika als Soloinstrument. Das Thema fand später erneute Verwendung in Barbra Streisands The Mirror Has Two Faces (1996) in einem Arrangement von Marvin Hamlisch mit Hayman selbst als Solist.
Mehr als dreißig Jahre war Hayman Arrangeur des Boston Pops Orchestra unter der Leitung von Arthur Fiedler, das Dutzende Alben und Singles mit seinen Arrangements aufnahm. Weiterhin wirkte er als Dirigent des Florida’s Sunshine Pops und Principal Pops Conductor der Grand Rapids Symphony, des Saint Louis Symphony Orchestra, Detroit Symphony Orchestra, Hartford Symphony Orchestra, Calgary Philharmonic und des Orchestra London Canada. Als musikalischer Leiter begleitete er die Showtouren zahlreicher Entertainer und Musiker, darunter Bob Hope, Kenny Rogers, Johnny Cash, Olivia Newton-John, Mac Davis, Chet Atkins, Tom Jones, Engelbert Humperdinck, Red Skelton, Mike Douglas, Brenda Lee, Johnny Carson, Al Hirt, Eddy Arnold, Andy Williams, Jimmy Dean, Roy Clark, Tennessee Ernie Ford, Pat Boone, Andy Griffith und Bobby Vinton.
Bei seinem letzten Auftritt dem St. Louis Symphony Orchestra erhielt er 2010 anlässlich seines 90. Geburtstages den Titel Pops Conductor Emeritus. Bereits 1960 wurde er für seine Verdienste mit einem Stern auf dem Hollywood Walk of Fame geehrt.